# Geashill
Geashill (iriska: Géisill) är en ort i republiken Irland.   Den ligger i grevskapet Uíbh Fhailí och provinsen Leinster, i den centrala delen av landet, 70 km väster om huvudstaden Dublin. Geashill ligger 87 meter över havet och antalet invånare är 375.
Terrängen runt Geashill är platt. Runt Geashill är det ganska tätbefolkat, med 65 invånare per kvadratkilometer. Närmaste större samhälle är Portarlington, 11,8 km sydost om Geashill. Trakten runt Geashill består i huvudsak av gräsmarker.